# Jessica Chaffin
Jessica Chaffin (geboren vor 2003 in Newton, Massachusetts) ist eine US-amerikanische Schauspielerin, die durch die Rolle der Coco Wexler in der Fernsehserie Zoey 101 bekannt ist.

## Leben & Karriere
Chaffins Vater ist jüdischer Herkunft, ihre Mutter wiederum schottisch-englischer Herkunft. Zusammen mit ihrem Schauspielerkollegen Jamie Dembo tritt sie regelmäßig am Upright Citizens Brigade Theater in Los Angeles auf. Sie hatte verschiedene Rollen, so bei Zoey 101 als Mädchenbetreuerin Coco Wexler, und ist auch als Synchronsprecherin tätig.

## Filmografie (Auswahl)
- 2003: Hallo Holly (What I Like About You)
- 2005–2008: Zoey 101 (Fernsehserie, 13 Folgen)
- 2008: Weeds – Kleine Deals unter Nachbarn (Weeds, Fernsehserie, 2 Folgen)
- 2012: Ronna & Beverly (Fernsehserie, 6 Folgen)
- 2013–2014: New Girl (Fernsehserie, 4 Folgen)
- 2014: Sam & Cat (Fernsehserie, eine Folge)
- 2015: Spy – Susan Cooper Undercover (Spy)
- 2016: Mike & Molly (Fernsehserie, eine Folge)
- 2016: Ghostbusters (Ghostbusters: Answer the Call)
- 2016–2017: Man with a Plan (Fernsehserie, 13 Folgen)
- 2016–2017: Veep – Die Vizepräsidentin (Veep, Fernsehserie, 5 Folgen)
- 2017: Search Party (Fernsehserie, 4 Folgen)
- 2017: Fun Mom Dinner
- 2017: Pitch Perfect 3
- 2018: Hustle (TV Kurzfilm)
- 2019: Abby’s (Fernsehserie, 10 Folgen)
- 2020: Desperados

## Synchronrollen
- 2008: Mighty B! Hier kommt Bessie (The Mighty B!)
- 2017–2025: Big Mouth